# Carl Kostka

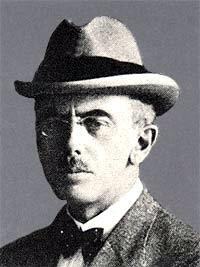

Carl Kostka, auch Karl Kostka, (* 5. Mai 1870 in Niemes, Österreich-Ungarn; † 23. Juli 1957 in Prag) war ein tschechoslowakischer Politiker sudetendeutscher Herkunft, als Volkswirtschaftler Obmann des Verbandes der Kunstblumenfabrikanten, führendes Mitglied der Deutschdemokratischen Freiheitspartei, der Deutschen Arbeits- und Wirtschaftsgemeinschaft (DAWG) und Mitbegründer des Sudetendeutschen Wahlblocks (SdWB). Diese Parteien und Interessengruppen vertrat er als Abgeordneter und später als Senator im Parlament. Von 1929 bis 1938 war er Bürgermeister in Liberec (Reichenberg) in Nordböhmen.

## Leben
Sein Vater, ursprünglich aus Zahrádka im Kreis Ledeč in der Region Vysočina stammend, war Direktor der örtlichen Schule in Niemes, seine Mutter, eine geborene Baumann stammte aus Dolní Krupá u Mnichova Hradiště (Nieder Krupai).
Nach Abschluss des deutschen Gymnasiums in Böhmisch Leipa studierte Carl Kostka an der Rechtsfakultät der Deutschen Universität in Prag. Nach ersten beruflichen Erfahrungen als Rezipient beim gewerblichen Kreisgericht wechselte er 1896 als Handelskammersekretär an die Handels- und Gewerbekammer in Reichenberg, die er in späteren Jahren als Erster Sekretär stark prägen sollte. Er beschäftigte sich unter anderem mit der Arbeiterfrage in Nordböhmen. Verschiedene Produktionsgenossenschaften für Heimarbeiter der Herstellung von Kunstblumen gingen auf seine Initiative zurück.
1897 heiratete er Luisa Würth Edle v. Hartmühl in Böhmisch Leipa. Aus der Ehe gingen zwei Kinder hervor: 1898 die Tochter Hedwig Kostka und 1906 der Sohn Friedrich Carl Kostka.

## Beginn der politischen Tätigkeit
Im Alter von 50 Jahren wandte sich Carl Kostka der Politik zu. Mit dem Juristen und Politiker Bruno Kafka (1881–1931), Vetter von Franz Kafka und Ludwig Spiegel gehörte er nach Ende der Monarchie Österreich-Ungarn 1920 zu den Mitbegründern der Deutschdemokratischen Freiheitspartei (DDFP). 1922 erreichte Kostka die Wahl ins Abgeordnetenhaus, wo er bis 1925 verblieb. Das Parteiprogramm der DDFP von 1920 hatte die Stärkung der deutschen Minderheiten-Position in der Tschechoslowakei zum Ziel, es unterstützte soziale Reformen und eine gemäßigte Bodenreform des Grossgrundbesitzes. Die Partei, die viele jüdische Mitglieder hatte, stellte sich klar gegen judenfeindliche Tendenzen. Kostka gehörte 1928 und während der Weltwirtschaftskrise und der Inflation der Geldwährung zu den Gründungsmitgliedern der Deutschen Arbeits- und Wirtschaftsgemeinschaft (DAWG).

## Kostka als Senator und Bürgermeister von Reichenberg
Als Vertreter der DAWG wurde Kostka 1929 in den Senat der Tschechoslowakei gewählt. Seit 1929 war Kostka Bürgermeister der Stadt Reichenberg (Liberec), bemühte sich um eine Modernisierung der Stadt und um eine bessere Zusammenarbeit der demokratischen tschechischen und deutschen Kräfte während des Zusammenbrechens der traditionellen Absatzmärkte für die Reichenberger Industrieprodukte. 1935, nach dem Wechsel von Alfred Rosche zur Sudetendeutsche Partei, übernahm Carl Kostka die Leitung der bereits geschwächten DAWG. 1935 schaffte er als einziger Vertreter des aktivistischen „Sudetendeutschen Wahlblocks“ die Wiederwahl in den Senat. Die Reden Carl Kostkas im Senat zeugen von guten volkswirtschaftlichen Kenntnissen, oft nehmen sie Bezug auf die Problematik der von der Wirtschaftskrise stark betroffenen Region Nordböhmen mit einer hohen Zahl von Arbeitslosen.

## Kostka als Befürworter der Tschechoslowakei
1936 gelang es Kostka, den Präsidenten der Tschechoslowakei Edvard Beneš nach Nordböhmen einzuladen. Der international beachtete Besuch sollte Beneš die schwierige wirtschaftliche Situation direkt vor Augen führen und bei der deutschen Bevölkerung das Vertrauen in den tschechoslowakischen Staat stärken. Besondere Nähe verband Kostka mit jüdischen Einwohnern der Stadt. Bis zu seinem Rücktritt als Bürgermeister unterstützte er das Reichenberger Theater, das unter jüdischer Leitung stand. Kostka musste für seine in Widerspruch zum Nationalsozialismus stehende Politik in der Presse viel Kritik einstecken, die sich zu offener Anfeindung durch Anhänger der Sudetendeutschen Partei steigerte.
1937 versuchte eine kleine internationale Gruppe von Politikern noch einmal, den nationalsozialistischen Tendenzen innerhalb der deutschen Minderheiten im östlichen Europa die Stirn zu bieten. Mit dem Deutschbalten Paul Schiemann und dem Oberschlesier Eduard Pant gehörte Carl Kostka 1937 zu den Mitunterzeichnern des Aufrufs zur Gründung des „Deutschen Verbandes zur nationalen Befriedung Europas“. Im Sommer 1938 informierten Kostka und andere NS-Gegner Walter Runciman, 1. Viscount Runciman of Doxford, einem internationalen Vermittler zur Beilegung der Sudetenkrise in Prag und in Paris, dass es in der Tschechoslowakei auch unter der Bevölkerung der Sudetendeutschen Befürworter des 1918 gegründeten Staates gebe. Im September 1938 gehörte Kostka zu den Mitbegründern des „Nationalrats aller friedenswilligen Sudetendeutschen unter Hintansetzung aller persönlichen und parteimäßigen Sonderinteressen“.

## Rücktritt als Bürgermeister von Reichenberg im April 1938
Kostka, zermürbt durch die Kampagnen gegen ihn und seine Familie, trat Mitte April 1938 „aus gesundheitlichen Gründen“ als Bürgermeister von Reichenberg (Liberec) zurück und zog mit seiner Frau nach Prag. Einen Monat zuvor hatte er im Senat eine flammende Rede für die Solidarität mit der Tschechoslowakei gehalten. Mit dem Einmarsch der deutschen Truppen nach dem Münchner Abkommen in die Tschechoslowakei am 15. März 1939 nahm das Schicksal Carl Kostkas und seiner Familie ihren Lauf. Seine Pensionszahlungen wurden zunächst ganz eingestellt, später um 60 Prozent gekürzt. Es folgten Verhöre durch die Gestapo (Geheime Staatspolizei). In Berlin und Reichenberg wurden Verfahren gegen ihn angestrengt. Seine Kinder Hedwig, Rhythmiklehrerin, und Friedrich, Angestellter bei der Versicherungsgesellschaft Concordia in Reichenberg, verloren aus politischen Gründen ihre Arbeit. Die Familie war auf die finanzielle Unterstützung durch die britische Gesandtschaft und einen jüdischen Freund angewiesen.

## Nach dem Kriegsende 1945
Nach Ende des Zweiten Weltkriegs während der Vertreibung der Deutschen aus der Tschechoslowakei wurde die Familie verhaftet und dem Tschechoslowakischen Nationalausschuss übergeben. Auf dem Weg dorthin wurde Kostkas Frau Luisa von einem Unbekannten niedergeschossen. Dank dem Eingreifen des Büros von Präsident Edvard Beneš konnten Kostka und die übrigen Mitglieder der Familie am 20. Mai 1945 in ihre Prager Wohnung zurückkehren. Sie erhielten wegen Kostkas Loyalität zur Tschechoslowakei trotz dessen deutsch-böhmischer Volkszugehörigkeit die provisorische tschechoslowakische Staatsbürgerschaft. Doch erst 1947 bekam die Familie die Staatsbürgerschaft endgültig zurück. Carl Kostka lebte bis zu seinem Tod am 23. Juli 1957 in Prag.

## Publikationen
- Beiträge zu Handel und Gewerbe in Fachzeitschriften. Verzeichnis siehe bei Franz Hantschel